# Corynoptera subcavipes
Corynoptera subcavipes är en tvåvingeart som beskrevs av Menzel och Smith 2007. Corynoptera subcavipes ingår i släktet Corynoptera och familjen sorgmyggor. Inga underarter finns listade i Catalogue of Life.